# Monapia charrua
Monapia charrua là một loài nhện trong họ Anyphaenidae.
Loài này thuộc chi Monapia. Monapia charrua được M. J. Ramírez miêu tả năm 1999.